# اندوکا آوازی
اندوکا آوازی (انگلیسی: Nduka Awazie؛ زادهٔ ۴ آوریل ۱۹۸۱)دونده اهل نیجریه است.
وی در مسابقات کشوری و بین‌المللی در مجموع برندهٔ ۱ مدال طلا شده‌است.